# Bernhard Rensch
Bernhard Rensch (21 de enero de 1900 - 4 de abril de 1990) fue un biólogo y ornitólogo alemán, uno de los principales artífices de la síntesis evolutiva moderna.
Sirvió en el ejército alemán de 1917 a 1920, y luego continuó su educación. Y recibe su Ph.D por parte de la Universidad de Halle en 1922. Trabaja en el Museo Zoológico de la Universidad de Berlín, como asistente en 1925. En 1927, participa en la Expedición zoológica a las islas Sunda. Estudia distribuciones geográficas de subespecies de especies politípicas y a complejos de especies muy relacionadas con atención a cómo los factores locales ambientales influencian su evolución. En 1929 publica el libro Das Prinzip geographischer Rassenkreise und das Problem der Artbildung, donde discute las relaciones entre geografía y especiación.

## Obra
Rensch es célebre por sus contribuciones teóricas a la Síntesis Moderna en el campo de la morfología. Sus investigaciones fueron muy variadas, recurriendo una amplia variedad de fenómenos biológicos: alometría, comportamiento y memoria animal, leyes climáticas, evolución humana y ornitología.

### Regla de Rensch
La regla de Rensch fue propuesto por Bernhard Rensch en 1950. Es una ley alométrica sobre la relación entre el grado de tamaño dimorfismo sexual (SSD) y que el sexo es más grande. Al otro lado de las especies dentro de un linaje, tamaño dimorfismo aumentará con el aumento de tamaño del cuerpo cuando el macho es el sexo más grande, y disminuir con el aumento de tamaño medio cuerpo cuando la hembra es el sexo más grande.

### Libros
- Rensch, B. 1950. Sinneszellen als psychophysische Substanz.
- ----. 1952. Psychische Komponenten der Sinnesorgane.
- ----. 1960. The laws of evolution.
- ----. 1961. Die Evolutionsgesetze der Organismen in naturphilosophischer Sicht.
- ----. 1962. Probleme der Willensfreiheit in biologischer und philosophischer Sicht.
- ----. 1968. Biophilosophie auf erkenntnistheoretischer Grundlage. Stuttgart: Fischer
- ----. 1972.  Homo Sapiens: From Man to Demigod. Ed. Columbia University Press. 444 pp. ISBN 0-231-03683-3
- ----. 1974. Polynomistic determination of biological processes.
- ----. 1977. Panpsychistic identism and its meaning for a universal evolutionary picture.
- ----. 1980. Das Problem der Stammesgeschichte des Psychischen.
- ----. 1981. Drei heterogene Bedeutungen des Begriffs "Zufall".
- ----. 1982. Kants Vorstellungen über den menschlichen Geist.
- ----. 1985. Stammesgeschichte und naturphilosophische Folgerungen
- ----. 1988.  Probleme genereller Determiniertheit allen Geschehens (Biologie und Evolution interdisziplinar). Ed. P. Parey. 121 pp. ISBN 3-489-63934-0
- ----. 1991.  Das universale Weltbild: Evolution und Naturphilosophie. Ed. Wissenschaftliche Buchgesellschaft. 303 pp. ISBN 3-534-11485-X